# ゴリス
ゴリス（アルメニア語: Գորիս、英: Goris）は、アルメニアのシュニク地方にある都市。1924年まではゲリュシ、ゲルシ（Geryusy、Geryusi、Gerusi）とも呼ばれ、他にもゴレーク（Goraik）、ゴレス（Gores）、ヒン・コレス（Hin Kores）、コレス（Kores）、コルス（Korus）、コル（Koru）、クリス（Kuris）、ザンギズル（Zangizour）、ザンカズル（Zankazour）、キュリュス（Kyuryus）などの呼び名がある。首都エレバンから240km、シュニク地方の中心都市であるカパンから70kmのところにあり、ゴリス川（ヴァララク川）の谷間に築かれている。2001年国勢調査時の人口は2万840人。
高山気候に属する。冬の降雪はそれほどでもないが、夏は比較的暑い。1月の平均気温は-1.3℃、7月の平均気温は19℃で、年間降水量はおよそ700mmである。
街の南部には岩山をくりぬいて築かれた洞窟住居がある。また、この地で生産されるフルーツウォッカは高品質で知られる。

## 歴史
もともとは緑の丘につくられた洞窟都市で、その内部はアルメニア様式になっている。洞窟は現在でも保存されているが、ソビエト時代に街の住居のほとんどが近代的な建物になった。街の名がインド＝ヨーロッパ語族の言葉で「岩場」を意味するのも、洞窟住居に関係がある。
この地には石器時代から人類が定住していた。地名が最初に歴史上に登場するのは紀元前8世紀のことで、ウラルトゥの王ルサ1世が征服した23の国のうち「ゴリスツァ」という国がそうではないかとされている。クセノポンの「アナバシス」にはギリシャへの帰路についた紀元前401年にアルメニアのクンドゾレスクとゴリスで洞窟に住む者を見たとの記述がある。
中世には現在の市街地の東側、ゴリス川の左岸に入植地（現在の旧市街）が築かれた。
1624年にバルセグ・イェレツという人物が書いた文献に初めて「Goris」というつづりが登場した。17世紀から18世紀にかけてはメリク・フセニャンスがゴリスを支配したが、1813年10月13日にゴレスターン条約が結ばれるとロシア帝国領となった。1870年代にザンゲズル地方の中心都市となり、1876年には旧市街の近くに新市街が建設された。19世紀の終わりごろになると街の経済と文化は発展していた。
1920年のアルメニア第一共和国崩壊後、1921年4月26日にタテヴで行われた第二回汎ザンゲズル会議では山岳アルメニア共和国の名のもとダララキャズ（ヴァヨツ・ゾル地方）、ザンゲズル、山岳アルツァフの自治・独立が宣言されたが、ゴリスは同共和国の首都に事実上なった。

## 文化と教育

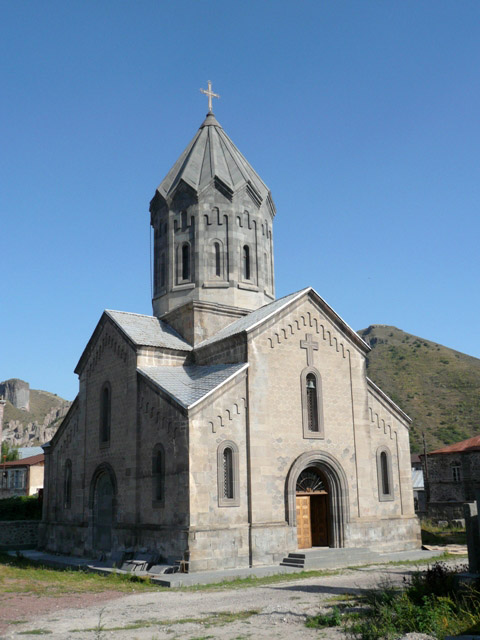
ゴリスの聖グレゴリー大聖堂。シュニク教区の中心にもなっている

ゴリスには散文作家で1937年に民族逸脱の罪で獄死したアクセル・バクンツの博物館や地域地質博物館、劇場などがある。また、シュニク地方の教育の中心地で、高等学校が7校、中間大学が2校、幼稚園が7園、体育学校が2校、音楽学校が2校、芸術学校が1校ある。1967年にはゴリス国立大学が開校した。他にもアルメニア国立工科大学の分校やエレバン国立演劇・撮影技術大学がある。
市街地からそう遠くないところにあるクンドゾレスクへの道の起点には18世紀に建てられたメリクの邸宅がある。

## スポーツ
サッカークラブのザンゲズル・ゴリスが本拠地としており、市営のサッカー場もある。

## 出身有名人
- アクセル・バクンツ（アルメニア語版） - 作家
- セロ・ハンザディアン（英語版） - 作家

## ギャラリー

Goris
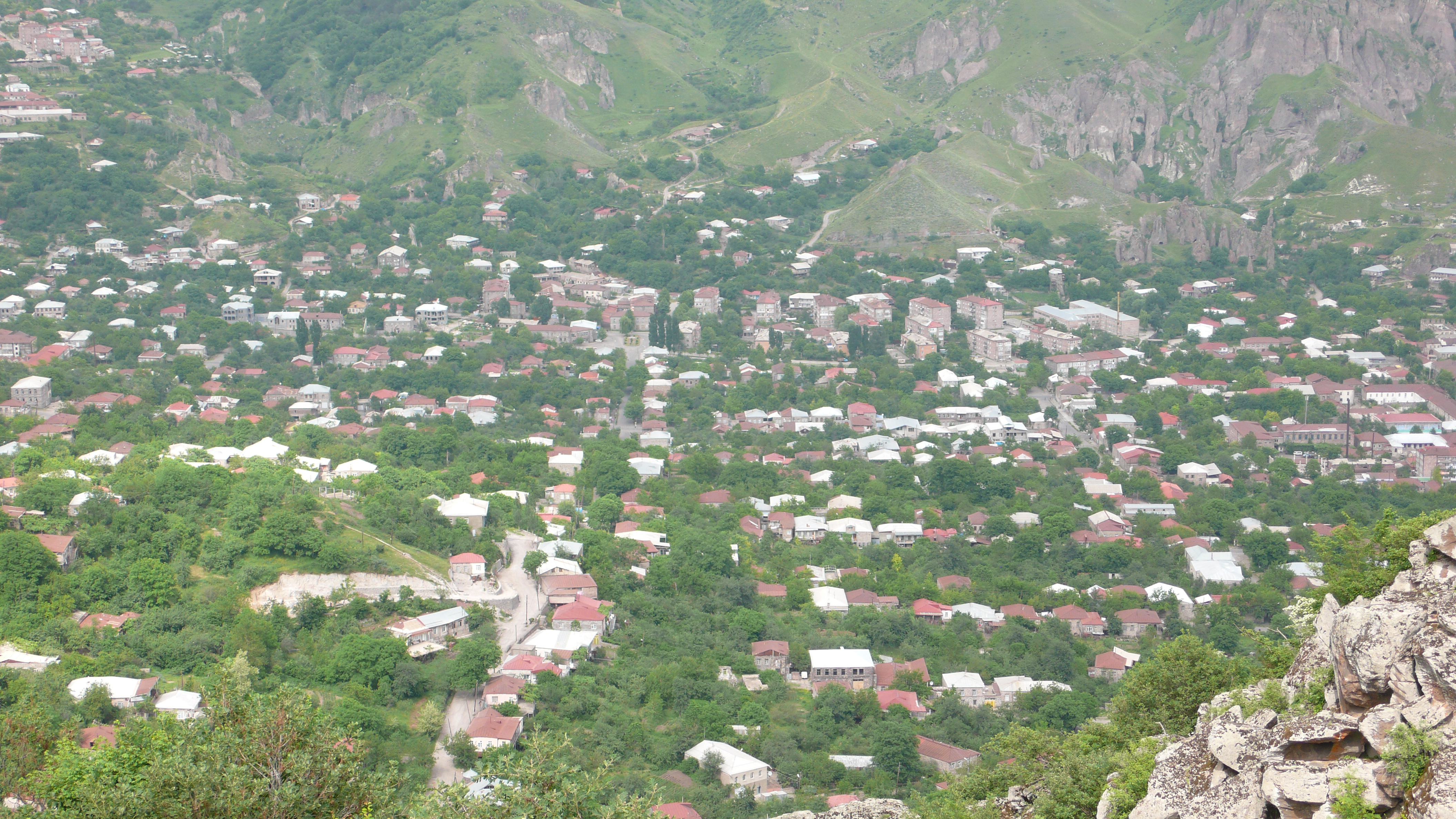
街並み
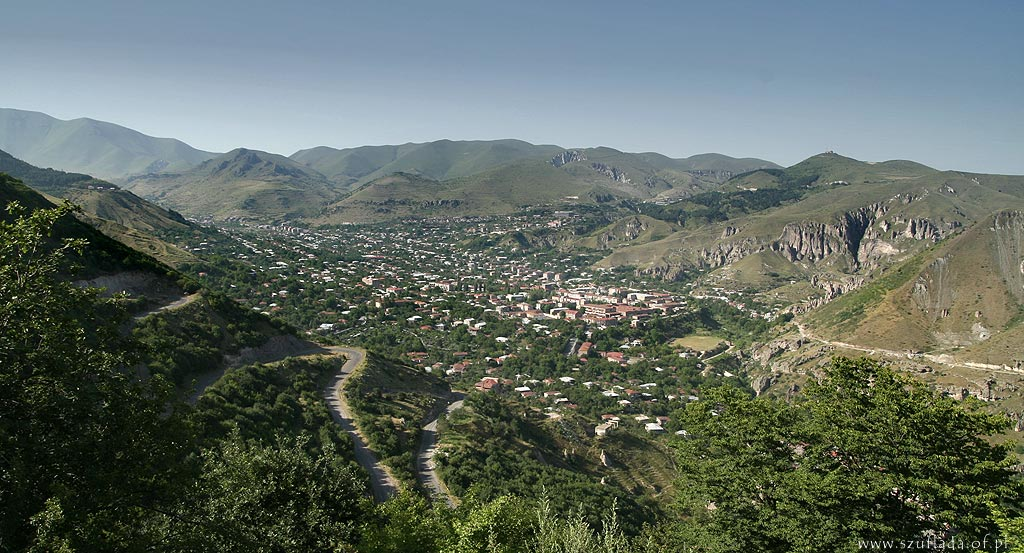
市街地の全景
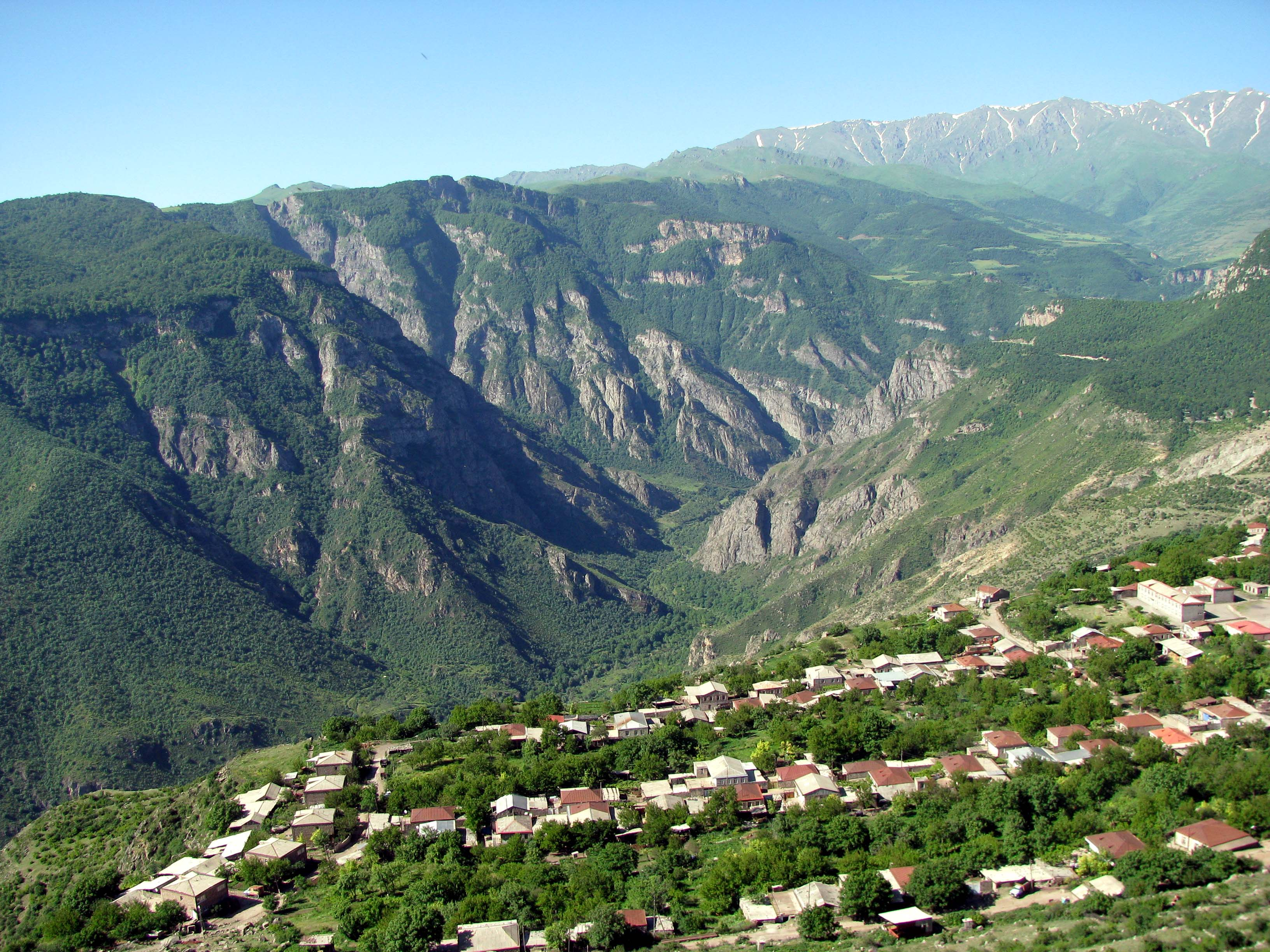
新市街と峡谷
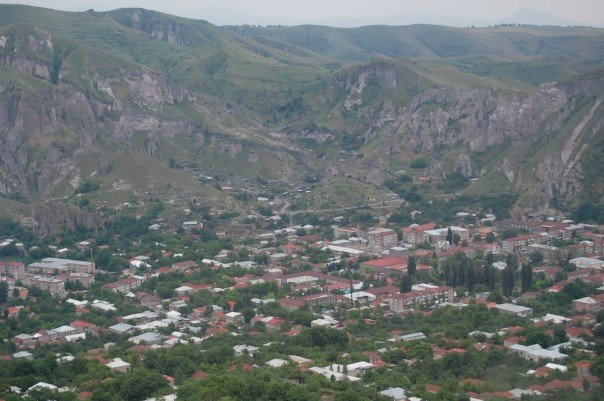
ダウンタウン
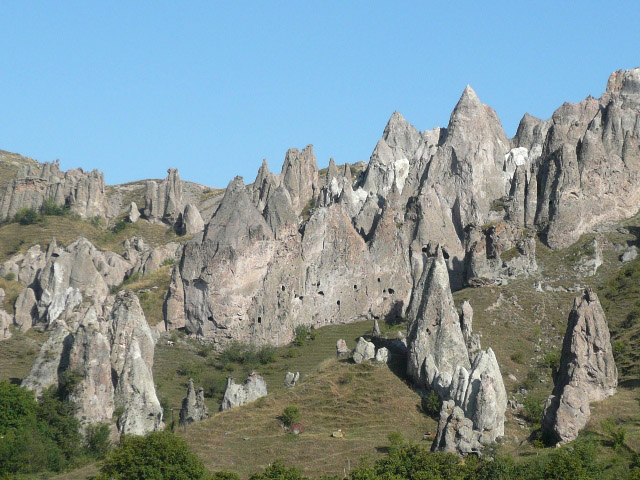
ゴリスの「ピラミッド」
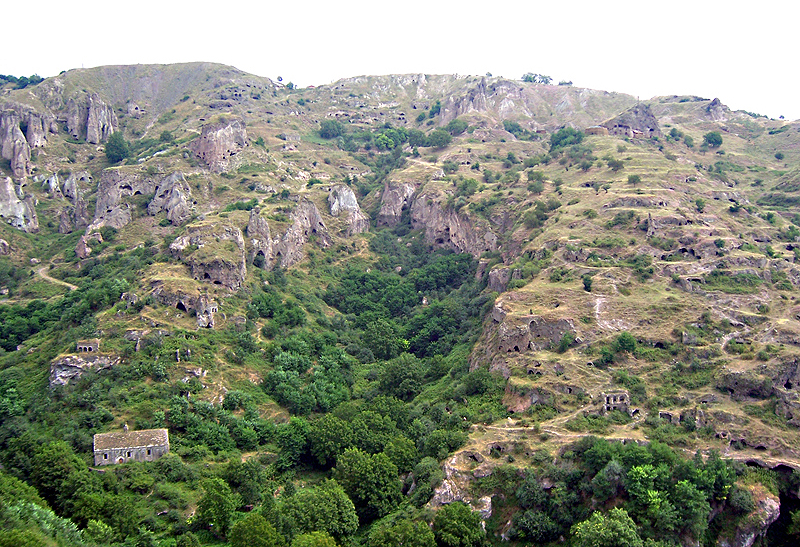
旧市街の洞窟住居
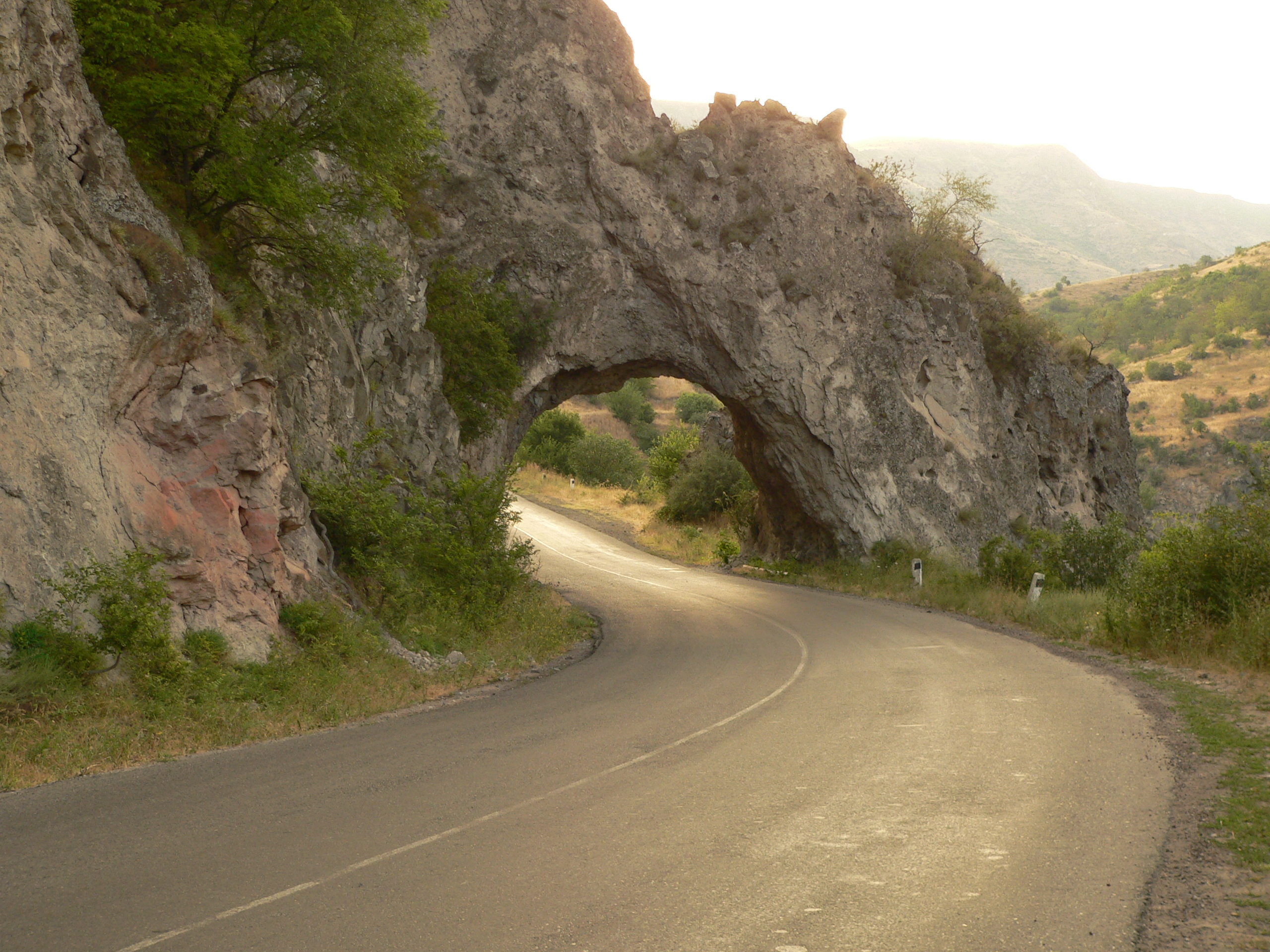
カパンとゴリスを結ぶ道路
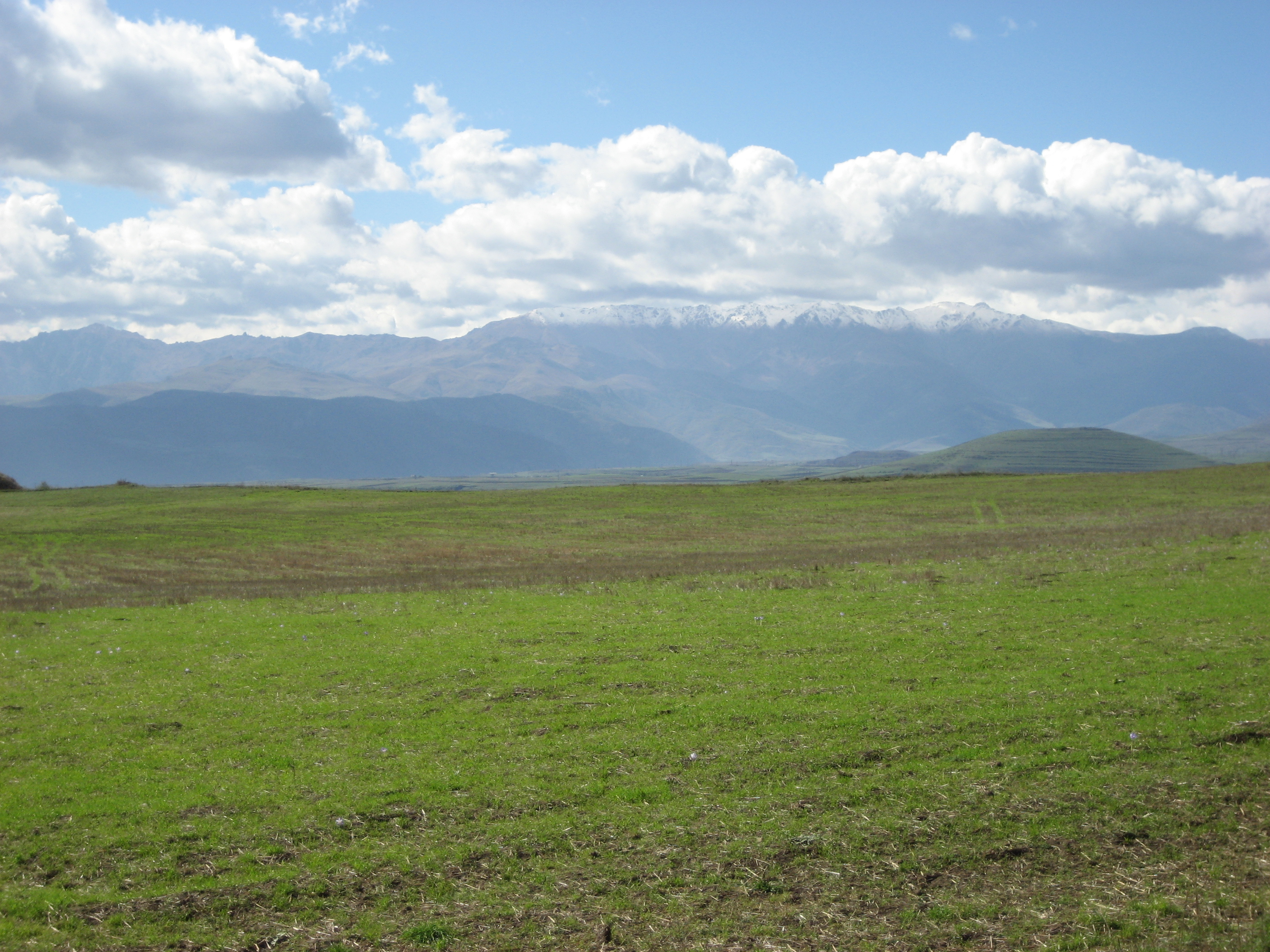
ザンゲズル山地